# USS Eldridge (DE-173)
Pour les articles homonymes, voir Eldridge.

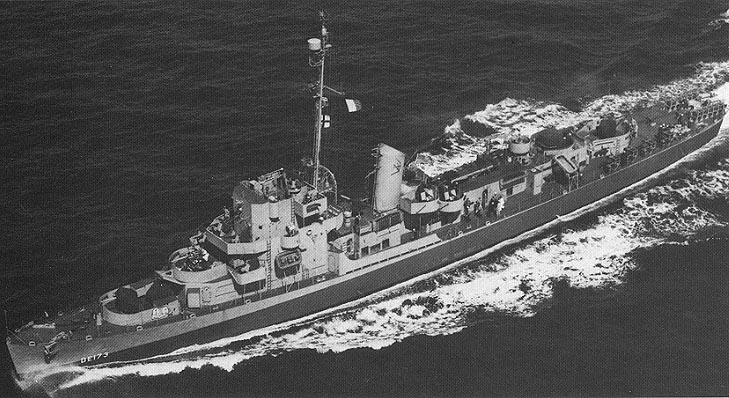
USS Eldridge (DE-173)

L’USS Eldridge (DE-173) est un destroyer d'escorte de classe Cannon de la marine des États-Unis. 

## Origine du nom
Il est nommé d'après John Eldridge, Jr., un héros de la campagne des îles Salomon.

## Historique
Lancé le 25 juillet 1943, il fut retiré du service en 1946 puis donné à la Grèce dans le cadre du Mutual Defense Assistance Act. Il fut rebaptisé Leon (D54) et servit dans la marine grecque jusqu'en 1991 avant d'être démoli en 1999.
Il est associé à « l'expérience de Philadelphie », une supposée expérience militaire consistant à rendre ce navire invisible aux torpilles magnétiques en le démagnétisant pendant un bref moment grâce à des bobines disposées tout autour de la coque. 